# Tupai
Tupai, vagy más néven Motu Iti, egy hosszan elnyúló atoll a Szélcsendes szigetcsoportban, amely a Társaság-szigetekhez tartozik Francia Polinéziában.  A Bora Borától 19 km-re északra található kis sziget területe csupán 11 km². Tupai homokos zátonyait (motuk) magas fák borítják. Állandó lakosa nincs, csupán a kókusz ültetvényein dolgozó néhány munkás szokott itt tartózkodni. Van azonban a szigeten egy magán leszállópálya, amelyet 2001-ben adtak át és a használata korlátozva van.

## Földrajz
Tupai egy apró atoll Bora Borától 19 km-re északra, Tahititől 370 km-re. 
A levegőből nézve a sziget egy szép szív alakot formáz. Éveken át a turisták csak helikopterrel juthattak el Tupai szigetére, manapság már a  Tahiti Nui Travel naponta indít járatokat a ide és innen. 
Széles korálzátonya egy sekély, homokos lagúnát zár körbe. A korálzátonyon természetes átjáró nincs, ezért hajóval nem lehet a belsejébe bejutni.

## Turizmus
Hotel nincs a szigeten. A turisták leginkább Bora Boráról érkeznek búvárkodni egy rövid időre.
Kevés számban madarak is élnek a szigeten, valamint november tájékán tengeri teknősök járnak ide kikelteni a tojásaikat a parti homokban. A polinéz mitológia szerint Tupai a halott lelkek megállója volt.